# Sim (acteur)
Sim, eigenlijk Simon Jacques Eugène Berryer, (Cauterets, 21 juli 1926 - Saint-Raphaël, 6 september 2009) was een Frans acteur, komiek en schrijver.
Berryer bracht zijn jeugd in Bretagne door. Hij begon in 1946 te werken als filmoperateur. In 1953 begint hij een tournee als komiek in de Parijse cabarets. In de jaren 1960 maakt hij deel uit van de ploeg voor de jeugduitzendingen van de televisie. Hij speelde ook mee in verschillende tv-reeksen en in de jaren 1970 in sketches samen met de komiek Édouard Caillau , onder meer voor Chansons à la Carte op de RTBF. In Frankrijk trad hij als komiek op in de programma's van Guy Lux.

## Filmografie
- 1954 : Le Congrès des Belles-Mères van Émile Couzinet :
- 1958 : Les Gaîtés de l'escadrille van Georges Péclet :
- 1962 : Cartouche van Philippe de Broca :
- 1969 : Une veuve en or van Michel Audiard : Vecchio
- 1970 : Elle boit pas, elle fume pas, elle drague pas, mais... elle cause! van Michel Audiard : Phalempin
- 1971 : Les Mariés de l'an II van Jean-Paul Rappeneau : Lucas
- 1971 : La Grande Maffia van Philippe Clair :
- 1973 : La Brigade en folie van Philippe Clair :
- 1974 : La Grande Nouba de Christian Caza : Alexandre Ladislas Ladretsky, pianist /vishandelaar
- 1976 : Andréa van Henri Glaeser :
- 1977 : Le Roi des bricoleurs van Jean-Pierre Mocky : Malju
- 1977 : Drôles de zèbres van Guy Lux : Napoléon Simfrid / barones de la Tronchembiais
- 1980 : Sacrés Gendarmes van Bernard Launois : legiongendarme
- 1980 : Touch' pas à mon biniou (of Gueules de vacances) van Bernard Launois : Gaëtan
- 1984 : Pinot simple flic van Gérard Jugnot : Vénus, fotograaf
- 1990 : La voce della luna van Federico Fellini: fluitspeler
- 1999 : Astérix et Obélix contre César van Claude Zidi : Agecanonix (Mathusalix)
- 2008 : Astérix et Obélix aux Jeux Olympiques van Frédéric Forestier en Thomas Langmann : Agecanonix

## Discografie
- Je joue de l'hélicon
- 1969 : La Libellule
- 1971 : J'aime pas les rhododendrons
- 1972 : C'est bien moi la plus belle
- 1972 : C'est pas moi, c'est ma sœur
- 1973 : Les Impôts
- 1974 : La Poule
- 1977 : Le Roi des bricoleurs
- 1978 : Où est ma chemise grise ?, met Patrick Topaloff (parodie van Grease)
- 1980 : Pépé Reggae
- 1980 : Quoi ma gueule !, parodie van Ma gueule van Johnny Hallyday